# Vladímir Tríbuts
Vladímir Filíppovich Tríbuts (en ruso: Владимир Филиппович Трибуц; San Petersburgo, Imperio ruso; 15 de juliojul./ 28 de julio de 1900greg. - Moscú, Unión Soviética; 30 de agosto de 1977) fue un almirante soviético (1943), comandante de la Flota del Báltico durante la Segunda Guerra Mundial (1939-1947) y doctor en Ciencias Históricas (1972). Tuvo un destacado papel en la evacuación de Tallin, en la defensa de Leningrado y en las posteriores campañas para derrotar al Grupo de Ejércitos Norte.

## Biografía

### Infancia y juventud
Los antepasados de Tributs procedían del campesinado de la provincia de Minsk. Por voluntad del terrateniente, en cuya finca vivían los antepasados del futuro almirante, muchos campesinos de esa zona llevaban el sobrenombre de «Tributs».
Vladímir Tributs nació el 28 de julio de 1900 en San Petersburgo en la Gobernación de San Petersburgo en esa época parte del  Imperio ruso, su padre F. Tributs, era oficial de la policía zarista y su madre era ama de casa. Estudió en una escuela primaria durante tres cursos (1908-1911), luego desde 1911, en la escuela primaria superior de cuatro grados de Petrovsky. Después de haber abandonado los estudios durante un año, en 1914 ingresó en la escuela de paramédicos militares de Petrogrado. Durante la Primera Guerra Mundial ejerció como asistente médico en el frente. Se graduó de la escuela de paramédicos en enero de 1918 y posteriormente se desempeñó como asistente médico en el hospital militar Nikoláiev en Petrogrado.

### Periodo de entreguerras
Desde febrero de 1918, sirvió en el «destacamento volante de marineros bálticos» al mando de Pável Dybenko, con quien participó en las batallas contra los alemanes cerca de Narva. Luego, posiblemente, se unió al Partido Obrero Socialdemócrata de Rusia (POSDR). Probablemente, como parte de este destacamento participó en la represión del motín anarquista de Samara el 18 de mayo de 1918. 
Tributs se unió a la Armada Soviética en 1918, sirviendo como asistente médico en la flotilla del Volga (Astracán): en el departamento de pacientes externos de la tripulación del barco, desde diciembre de 1918 sirvió en el hospital naval de Astracán, desde abril de 1919 - en el 2.° destacamento anfibio, desde octubre de 1919 nuevamente en el mismo hospital, desde marzo de 1920, en el destructor Déiatelny, desde diciembre de 1920 - en la cañonera Lenin. Durante la represión del levantamiento de los mencheviques en Astracán en 1919. Participó en la operación Enzeli de 1920 en este destructor.

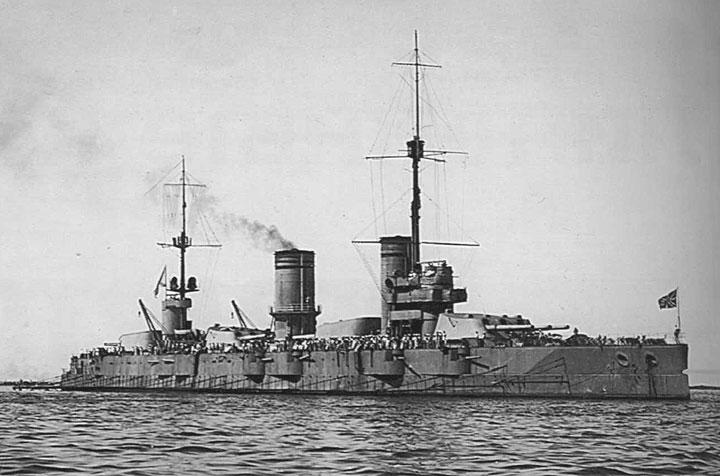
Acorazado Parízhskaya Kommuna en el que Vladímir Tributs sirvió en 1926

En 1922, ingresó como cadete en la Escuela Naval Superior Frunze (hoy en día llamada Instituto Naval de San Petersburgo) en Petrogrado. En 1924, realizó un viaje práctico de Kronstadt a Arcángel. En 1925, completó unas prácticas navales en el acorazado Parízhskaya Kommuna (antiguo Sevastópol). Se graduó de la Escuela Naval Superior Frunze en 1926. A partir de 1926, sirvió en el acorazado Parízhskaya Kommuna, como comandante asistente y comandante de una torre de artillería, desde 1927 como jefe de guardia.
De 1929 a 1932, estudió en la Academia Naval Voroshílov de la Armada Soviética (hoy en día llamada Academia Naval Kuznetsov). Después de graduarse de la academia, se desempeñó como oficial en jefe en el acorazado Marat (antiguo Petropávlovsk). De diciembre de 1934 a 1936, ejerció como comandante del destructor Yákov Sverdlov (antiguo Novik) en la Flota del Báltico. Con la introducción de rangos militares personales en el Ejército Rojo en 1935, Tributs recibió el grado militar de capitán de segundo rango (capitán de fragata). 
Desde febrero de 1938 a abril de 1939, sirvió como Jefe del Estado Mayor de la Flota del Báltico y desde abril de 1939 fue nombrado Comandante de la Flota del Báltico, cargo en el que se mantendría hasta 1947. El 28 de enero de 1940, se lo nombró capitán de primer rango (capitán de navío), el 4 de junio de 1940 fue ascendido a vicealmirante.

### Segunda Guerra Mundial
Conforme se aproximaba la guerra, observó con aprensión la creciente evidencia de actividad hostil alemana; en el verano de 1940, «avanzó el cuartel general de la Flota Báltica desde su sede histórica en la fortaleza de Kronstadt en Leningrado hasta el puerto de Tallin, a trescientos kilómetros al oeste» a pesar de sus preocupaciones por los problemas de seguridad y la dificultad de construir una nueva base.
El 19 de junio, puso a la Flota del Báltico en estado de «Preparación N.º 2», lo que significaba repostar los barcos y poner en alerta a sus tripulaciones, y en la tarde del 21 de junio (la víspera de la invasión alemana) se aumentó a «Estado de preparación N.º 1», que estaba en pleno funcionamiento. El 17 de agosto asumió la defensa de Leningrado.
En el período inicial de la Gran Guerra Patria, continuó al mando de la Flota del Báltico, que ayudó a las fuerzas terrestres en las zonas costeras, en la defensa de Tallin, Hanko y el archipiélago de Moonsund.

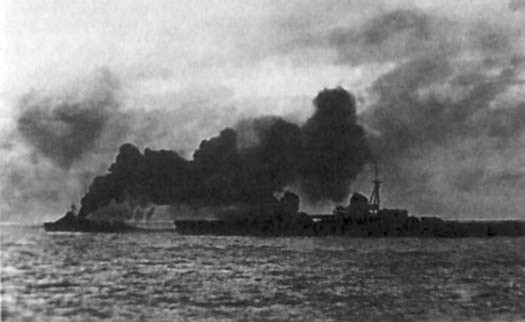
El crucero soviético Kírov protegido por una cortina de humo durante la evacuación de Tallin en agosto de 1941.

A finales de agosto de 1941, organizó y dirigió la evacuación de la Flota del Báltico de la ciudad de Tallin a Kronstadt y Leningrado. A pesar de las excepcionales dificultades de la evacuación y a los continuos ataques de la Luftwaffe y al constante peligro de los submarinos alemanes y de los numerosos campos de mina, fue capaz de evacuar a Kronstadt 104 barcos, veinticinco transportes y numerosos barcos auxiliares. Además fueron evacuadas las tropas del 10.º Cuerpo de Fusileros, la guarnición de la base, los heridos y numerosos refugiados, más de dieciocho mil personas, que luego tuvieron un destacado papel en la defensa de Leningrado. 
Su actuación durante la evacuación de Tallin, fue muy controvertida puesto que ordenó a los principales buques de combate de la Flota del Báltico que se dirigieran a toda máquina a la Base Naval de Kronstadt en Leningrado, dejando abandonados a su suerte a los mercantes, más lentos, cargados hasta los topes con numerosos heridos y refugiados: como resultado, de los 75 transportes que abandonaron Tallin doce fueron destruidos por los campos de minas y diecinueve por los ataques de la Luftwaffe, el Alto Mando de la Flota del Báltico decidió que lo primordial era poner a salvo a la flota. Además cinco destructores y dos submarinos fueron destruidos, y más de 15.000 personas murieron durante la evacuación.
En octubre-diciembre de 1941, dirigió la evacuación de la guarnición de la Base Naval de Hanko, que había sido cedida en arriendo por Finlandia a la Unión Soviética tras la Guerra de Invierno. Participó en la organización y ejecución de la defensa de Leningrado, en todas sus etapas (1941-1944), dando cobertura de fuego naval a las fuerzas terrestres, además organizó numerosos destacamentos de marineros e infantes de marina de la flota que combatieron en tierra, codo con codo con la tropas de tierra de Ejército Rojo.

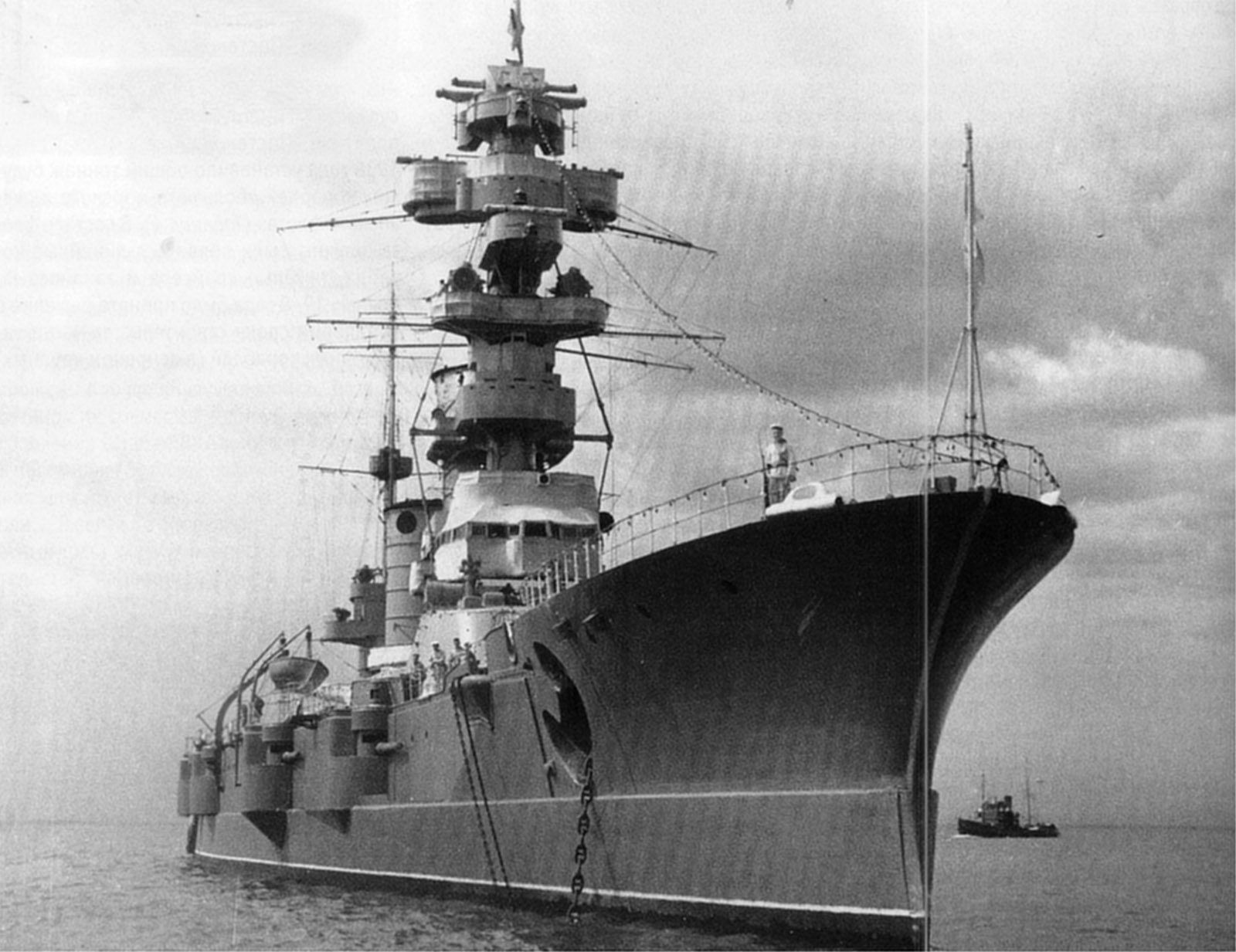
El acorazado Marat en 1940, antes de la invasión nazi a la Unión Soviética

Los enormes cañones de la Flota del Báltico frenaron en seco la primera ofensiva alemana en 1941 a tan solo siete kilómetros de Leningrado, sus poderosos cañones eran capaces de lanzar por los aires los tanques alemanes, entonces el mariscal de campo Wilhelm von Leeb comandante del Grupo de Ejércitos Norte, decidió que fuera la Luftwaffe quien despejara el camino a Leningrado hundiendo los barcos de la Flota del Báltico, la primera víctima fue el viejo acorazado Marat (antiguo Petropávlovsk), hundido en aguas someras tras el impacto directo de dos bombas de 1000 kg. Sin embargo, tres de sus torretas principales estaban intactas junto al resto del casco y los soviéticos lo pusieron en servicio, por lo que el Marat continuó operando como batería estacionaria durante el resto del cerco.
La poderosa demostración de fuego de la Flota Soviética y el traslado de la mayor parte de la Luftwaffe y de las unidades blindadas del Grupo de Ejércitos Norte para apoyar a la gran ofensiva nazi contra Moscú (véase Operación Tifón) impidió a la Wehrmacht ocupar rápidamente Leningrado, por lo que el Alto Mando Alemán ordenó al Grupo de Ejércitos Norte, atrincherarse y dejar morir de hambre a la población y a la guarnición de la ciudad.
Por iniciativa suya, se crearon en la flota grupos de artillería naval que, junto con la artillería del Frente de Leningrado, lanzaron poderosos ataques de represalia y destruyeron las baterías alemanas más activas. En 1943-1944, participó en el desarrollo y la conducción de operaciones destinadas a romper el bloqueo alemán en la zona de Leningrado, así como en Víborg y Svirsky y en la ofensiva de Víborg-Petrozavodsk, durante las que cooperaron tropas de los Frentes de Leningrado y de Carelia. Posteriormente, dirigió las fuerzas navales participantes en la Operación Moonsund para liberar el archipiélago Moonsund y apoyó el flanco marítimo durante las operaciones ofensivas en los Países Bálticos, Prusia Oriental y Pomerania Oriental.
En las últimas fases de la guerra, apoyó el bloqueo marítimo contra los restos del Grupo de Ejército Norte cercados en la Bolsa de Curlandia y a principios de 1945 apoyó con fuego de artillería pesada el avance del 3.º y el 2.º Frentes bielorrusos durante la Ofensiva de Prusia Oriental, tras el cerco de los restos del 3.º Ejército Panzer y del 4.º Ejército alemán en la ciudad de Königsberg, destruyó numerosos transportes alemanes cargados de soldados, heridos y refugiados que trataban de huir desesperadamente de la Bolsa de Königsberg, en Prusia Oriental.

### Posguerra

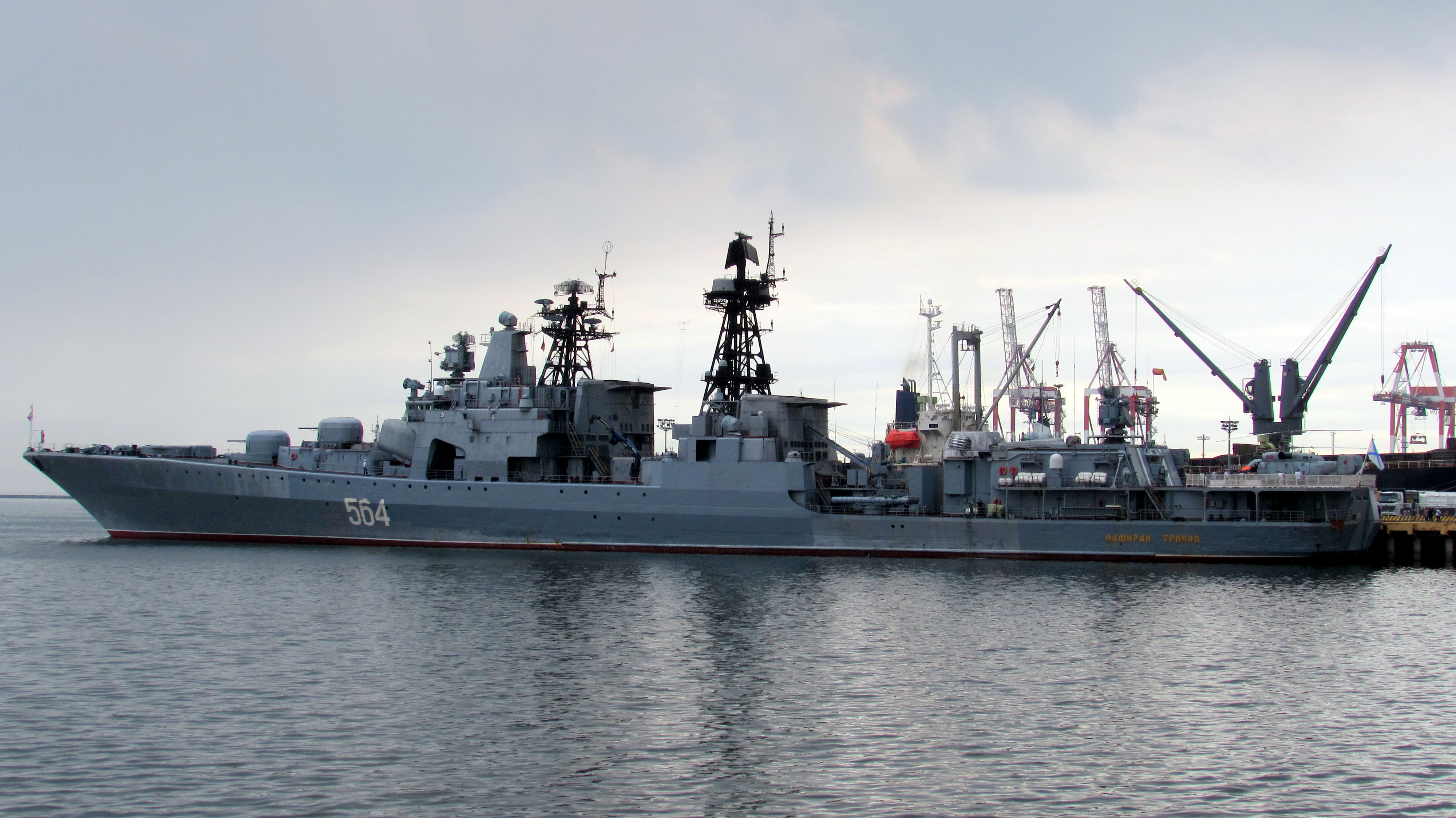
Destructor antisubmarino Almirante Tributs, de la Clase Udaloy

Desde marzo de 1946 hasta mayo de 1947, estuvo al mando de la Flota del Báltico. El 28 de mayo de 1947, fue nombrado Subjefe de las tropas de Extremo Oriente de la Armada. En junio de 1948, fue llamado a Moscú. Entre septiembre de 1948 y enero de 1949, asumió el puesto de jefe de las escuelas militares y navales y oficial naval superior en Leningrado. Entre marzo de 1949 y diciembre de 1951, fue Jefe del Departamento Hidrográfico de la Armada de la URSS. Entre junio y septiembre de 1948 y enero y marzo de 1949, permaneció a disposición del Comandante en Jefe. 
Después de jubilarse en 1961, dirigió el sector del Instituto de Información Científica y Técnica de toda la Unión (VINITI). Mientras estuvo jubilado, estudió la historia de la flota soviética. Ha elaborado más de doscientas publicaciones, incluidos cuatro libros. Con base en la totalidad de sus trabajos científicos, en 1970 obtuvo el título académico de Doctor en Ciencias Históricas. 
Vladímir Filíppovich Tributs murió el 30 de agosto de 1977. Fue enterrado en el Cementerio Novodévichi de Moscú (sección 7).   
El destructor antisubmarino Almirante Tributs (en ruso: Адмирал Трибуц), de la Clase Udaloy, botado el 30 de diciembre de 1985, en servicio en la Flota del Pacífico de la Armada Rusa, fue bautizado en su honor.

## Promociones
- Capitán de Segundo Rango (1935)
- Capitán de Primer Rango (28 de enero de 1940)
- Contralmirante
- Vicealmirante (4 de junio de 1940)
- Almirante (1943)

## Ensayos y artículos
Vladímir Filíppovich Tributs es autor de varios libros y artículos sobre su experiencia en la Segunda Guerra Mundial:
- Подводники Балтики атакуют (Ataque de submarinos de la Flota del Báltico), Kaliningrado, 1963
- Балтийцы наступают (El Báltico avanza). Kaliningrado, 1968.
- Балтийцы вступают в бой (Los marineros de la Flota del Báltico se unen a la batalla). Kaliningrado, 1972.
- Балтийцы сражаются (Los marineros de la Flota del Báltico luchan). Kaliningrado, 1975.

## Condecoraciones

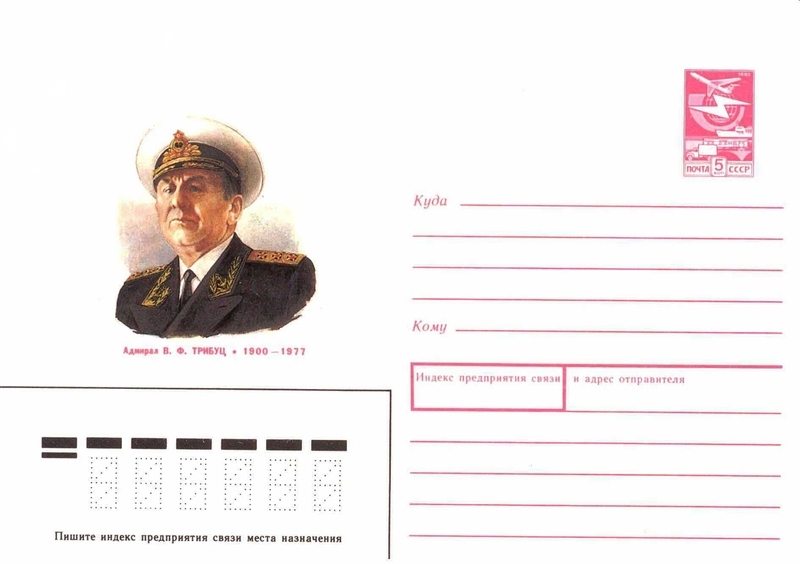
Sobre postal soviético de 1986 en honor al Almirante Vladímir Tributs

A lo largo de su carrera militar Vladímir Tributs recibió las siguientes condecoracionesː
- Orden de Lenin, dos veces
- Orden de la Revolución de Octubre
- Orden de la Bandera Roja, cuatro veces
- Orden de Ushakov de 1.er grado, dos veces
- Orden de Najímov de 1.er grado
- Orden de la Estrella Roja
- Medalla Conmemorativa por el Centenario del Natalicio de Lenin
- Medalla por la Defensa de Leningrado
- Medalla por la Conquista de Königsberg
- Medalla por la Victoria sobre Alemania en la Gran Guerra Patria 1941-1945
- Medalla Conmemorativa del 20.º Aniversario de la Victoria en la Gran Guerra Patria de 1941-1945
- Medalla Conmemorativa del 30.º Aniversario de la Victoria en la Gran Guerra Patria de 1941-1945
- Medalla del 20.º Aniversario del Ejército Rojo de Obreros y Campesinos
- Medalla del 30.º Aniversario de las Fuerzas Armadas de la URSS
- Medalla del 40.º Aniversario de las Fuerzas Armadas de la URSS
- Medalla del 50.º Aniversario de las Fuerzas Armadas de la URSS
- Comandante de la Legión al Mérito (Estados Unidos)
- Orden de la Cruz de Grunwald de 1.er grado (Polonia)